# Jardin botanique de Meise
 (avril 2017).
Le Jardin botanique de Meise, avant 2014 Jardin botanique national de Belgique, est situé à cheval sur les communes de Meise et de Wemmel, à une dizaine de kilomètres du centre de Bruxelles. Il est l'un des plus grands jardins de plantes dans le monde. Il a succédé au Jardin botanique de Bruxelles créé en 1826 dans la commune bruxelloise de Saint-Josse-ten-Noode. Il est installé dans un domaine d'une étendue de 92 hectares, depuis la désaffectation de son ancienne implantation laquelle abrite désormais le Centre culturel "le Botanique". Ce nouveau domaine est constitué du domaine du château de Bouchout et du domaine du château de Meise, aujourd'hui détruit dont ne subsiste que l’orangerie.

## Historique
Depuis sa fondation, le jardin a subi divers déménagements et nombre d'appellations parfois liées à des évènements historiques.

### Jardin botanique de la Société royale d'horticulture des Pays-Bas et de Belgique

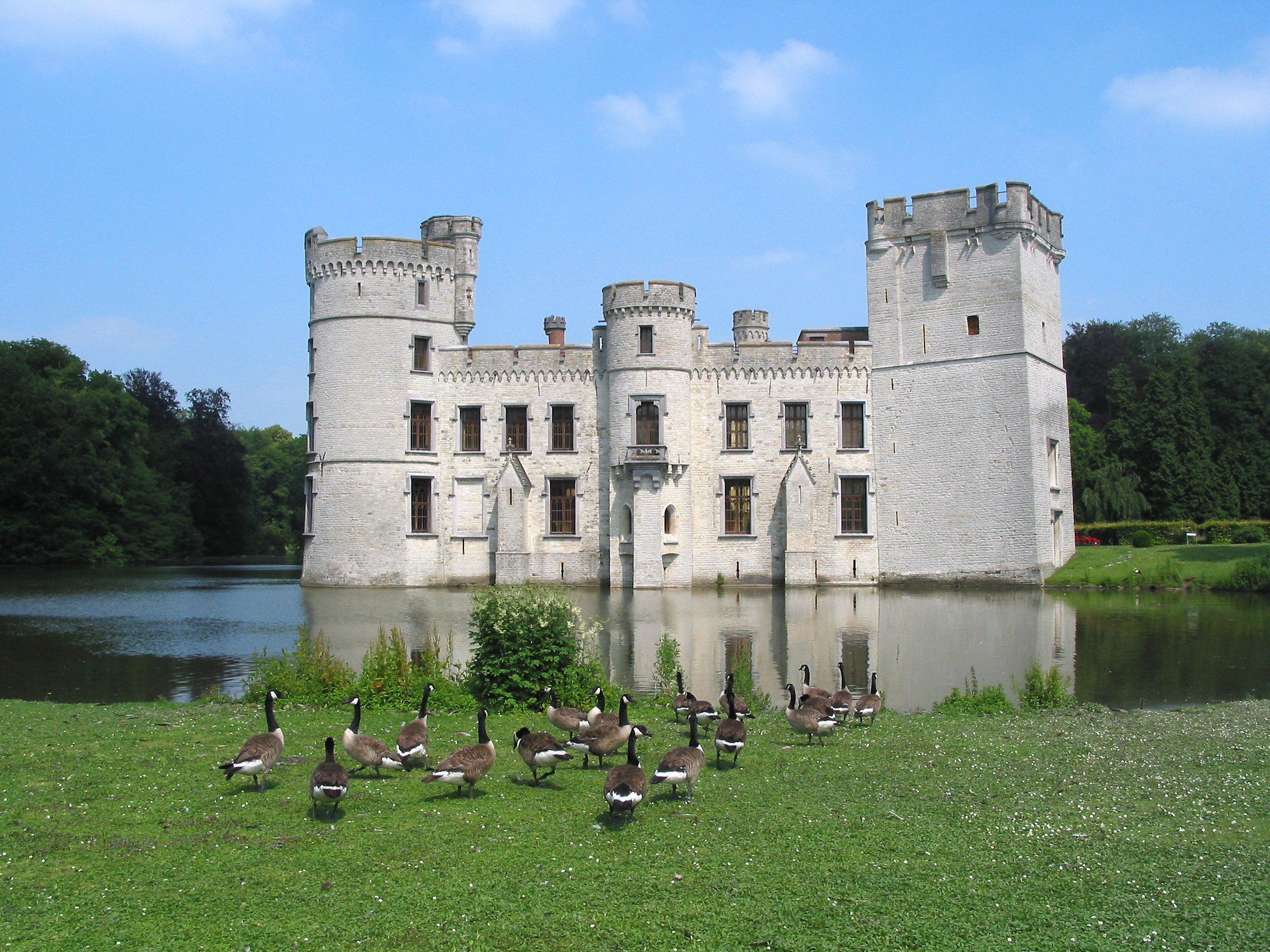
Le château de Bouchout.

Le jardin botanique a été créé à l'époque française, dans le jardin de l'ancien palais de Nassau (nl), où l'École centrale a été créée en 1797.
En 1826, La Belgique est sous l'occupation des Hollandais, c'est la création de la société royale d'horticulture des Pays-Bas. Cependant les fortifications sont détruites et le jardin doit déménager.

### Jardin botanique de l'État à Bruxelles
En 1870, quarante ans après l'indépendance de la Belgique, le jardin est racheté et c'est à ce moment que les collections de plantes augmentent.

### Jardin botanique national de Belgique
Le jardin actuel est créé en 1958 en vue de quitter le centre de Bruxelles, l'ancien site est maintenant le Jardin botanique de Bruxelles. Le déménagement du Jardin botanique de Bruxelles vers Meise et Wemmel, dans l'ancien domaine de Bouchout de la princesse Charlotte de Belgique, est finalisé dans les années 1970.

### Jardin botanique de Meise
Cette nouvelle dénomination est consécutive au transfert du jardin de l'État fédéral belge à la Région flamande le 1er janvier 2014.

## Description

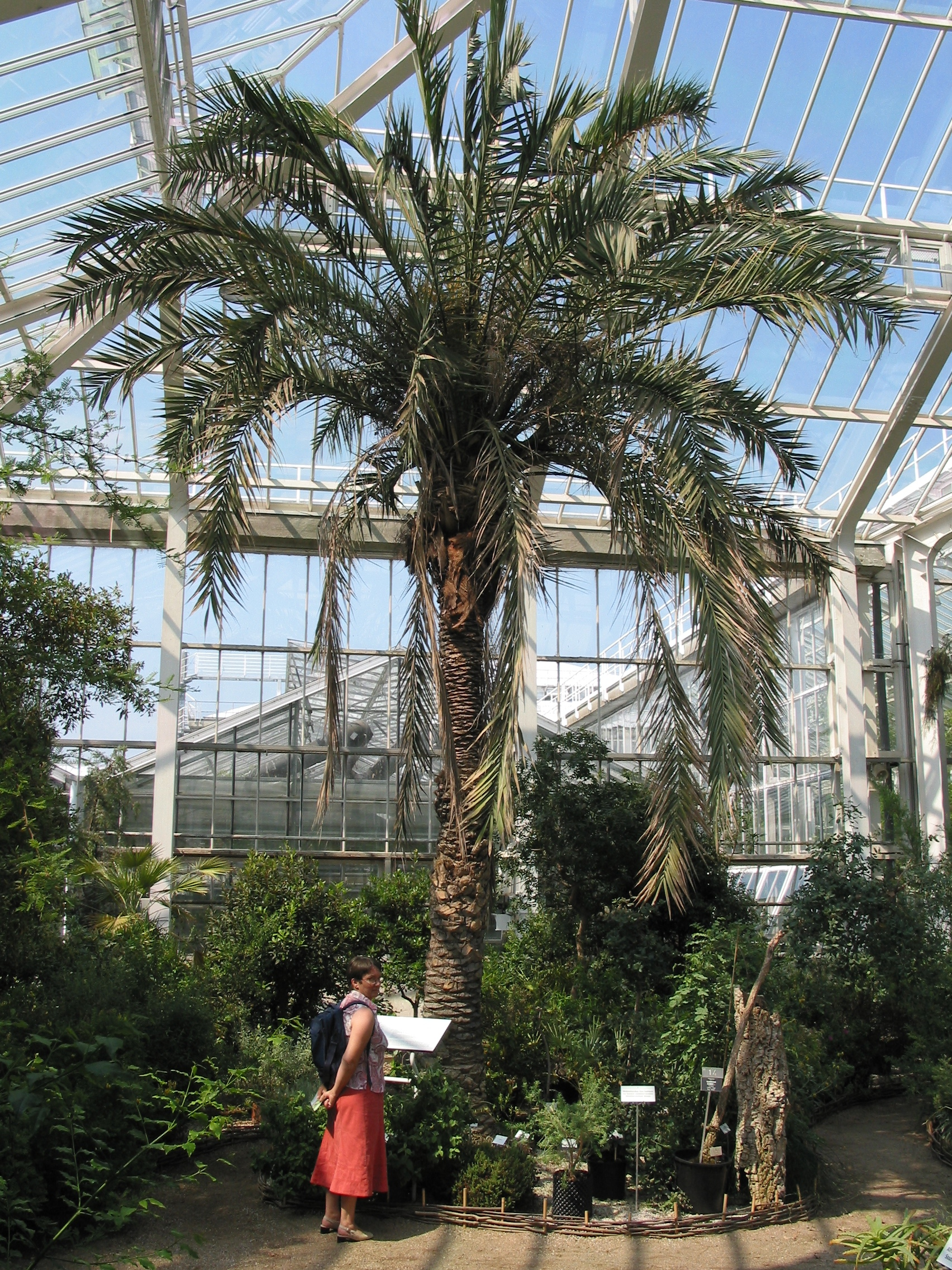
Le palais des plantes.

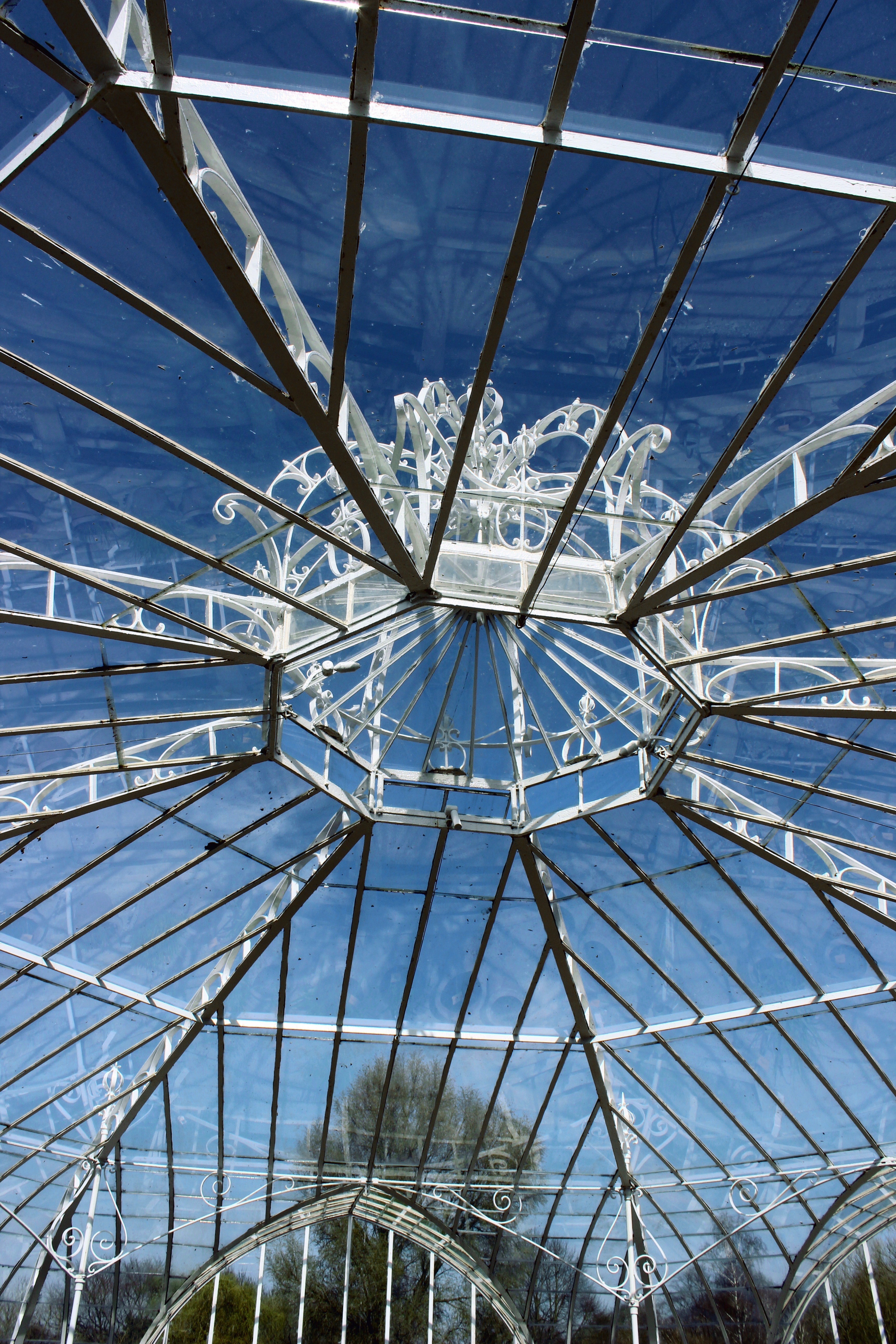
Structure métallique de la serre Balat

Le Jardin botanique comporte deux départements de recherche, un herbier d'environ 3 millions de spécimens, accessibles aux chercheurs, une bibliothèque qui comprend 60 000 ouvrages de botanique et quelque 10 000 revues spécialisées ainsi que de vastes collections de plantes vivantes, comportant 18 000 espèces et variétés distinctes.
Les plantes tropicales et méditerranéennes, ainsi que toutes les espèces craignant le gel sont hébergées dans un complexe de serres, le Palais des Plantes, situé à Wemmel. Treize grandes serres entourent vingt-deux serres de collection plus petites, formant ensemble un complexe vitré d'un hectare, dont la hauteur varie entre 8 et 16 mètres et dont la construction s’est achevée en 1958.
Le jardin a fait l'acquisition de deux Arum Titan (Amorphophallus titanus) en avril 2008 via un don du Jardin Botanique de Bonn. Les deux individus ont fleuri l'été 2008 (serre H du palais des plantes).
La serre Balat, conçue en 1854 par l’architecte Alphonse Balat, qui dessinera ensuite les serres royales de Laeken, est d’abord érigée dans le parc Léopold de Bruxelles, puis déménagée au Jardin botanique de Bruxelles, et finalement installée dans le parc de Bouchout à Wemmel. À proximité de cette ancienne « serre à Victoria » sont implantés différents jardins (herbetum et plantes médicinales) et diverses plantations d’arbres et arbustes (coniferetum).

## Prix Emiel Van Rompaey pour la botanique
Emiel Van Rompaey (1895-1975) fut un promoteur du renouveau de la recherche floristique en Belgique. Sa sœur Irma (morte en 1982) a légué au Jardin botanique une somme destinée à la fondation de ce prix biennal, pour les travaux de floristique au sens large.

## Personnalités liées au Jardin botanique

### Directeurs
- 1876-1901 : François Crépin
- 1901-1912 : Théophile Alexis Durand
- 1912-1931 : Émile De Wildeman
- 1931-1966 : Walter Robyns
- 1966-1976 : Fernand Demaret
- 1976-1991 : Ernest Petit
- 1991-2011 : Jan Rammeloo[5]
- depuis 2011 : Steven Dessein

### Autres
- Alphonse Balat
- Jean-Édouard Bommer
- Dominique Champluvier
- Célestin Alfred Cogniaux
- Hélène Durand
- Olivier Lachenaud
- André Lawalrée (en)
- Elmar Robbrecht
- Mariette Rousseau
- Auguste Simon Taton
- Marc Simon Maria Sosef
- Constant Vanden Berghen
- Rudolf Wilczek

## Galerie

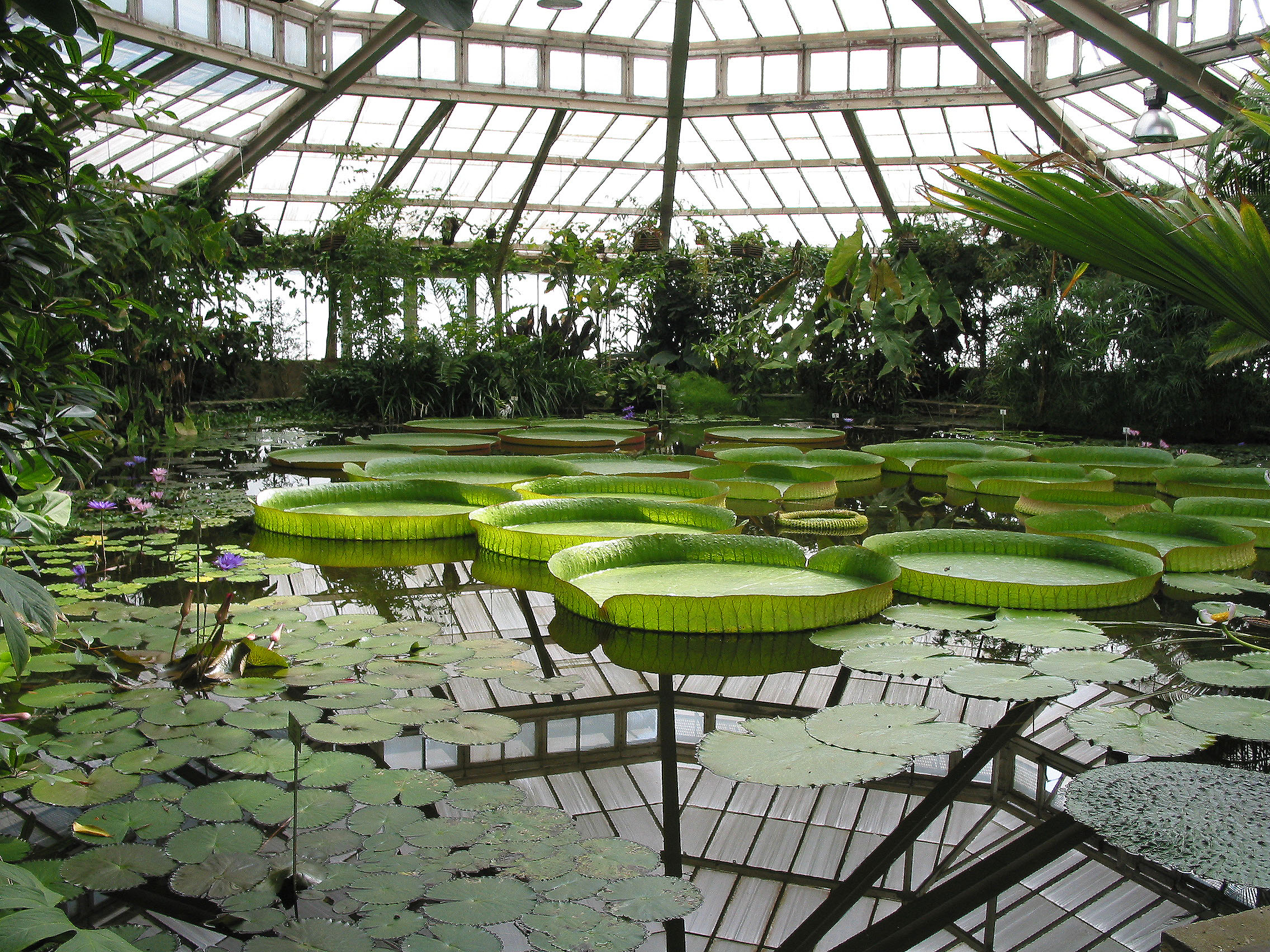
Serre à Victoria
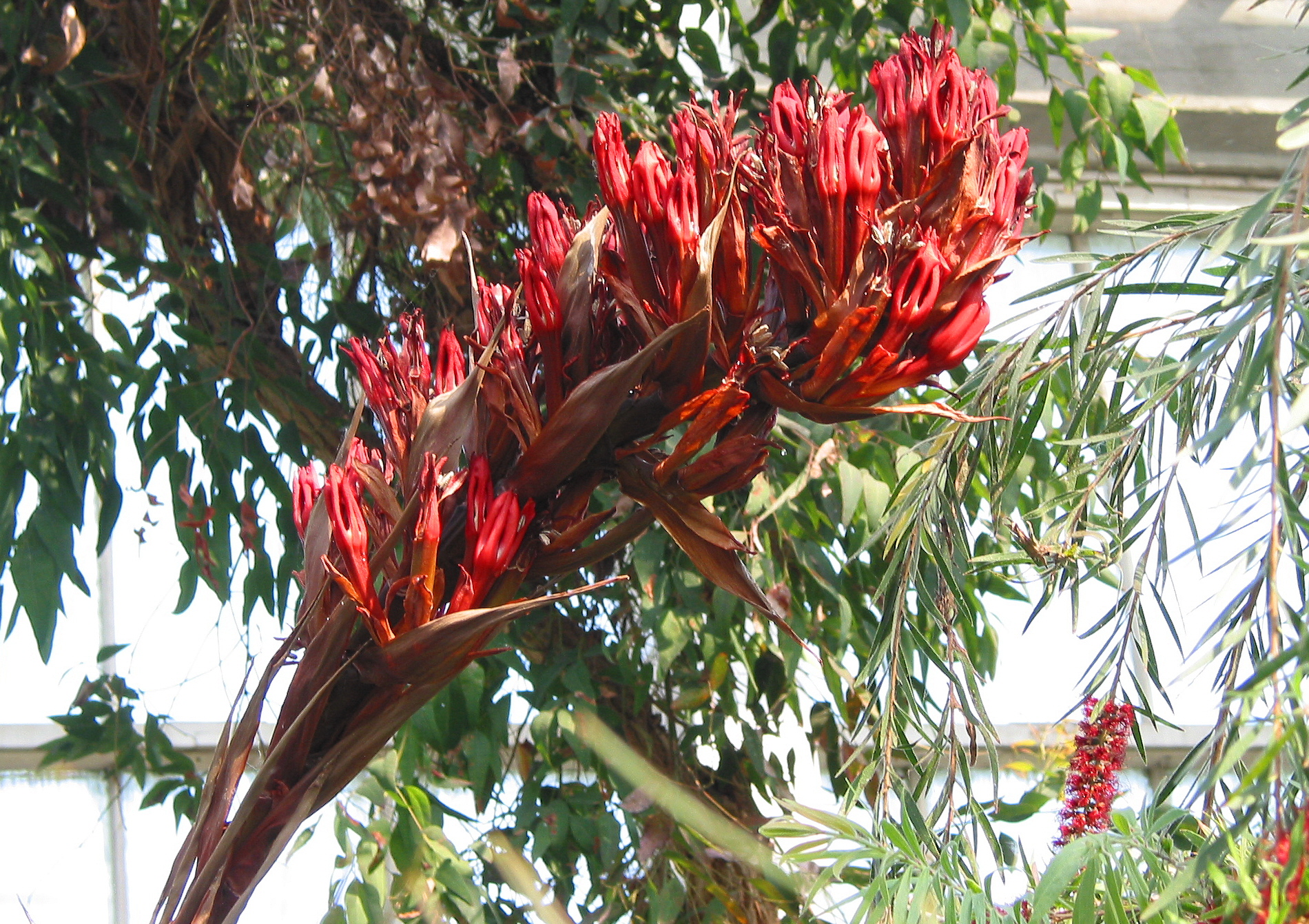
Lys javelot
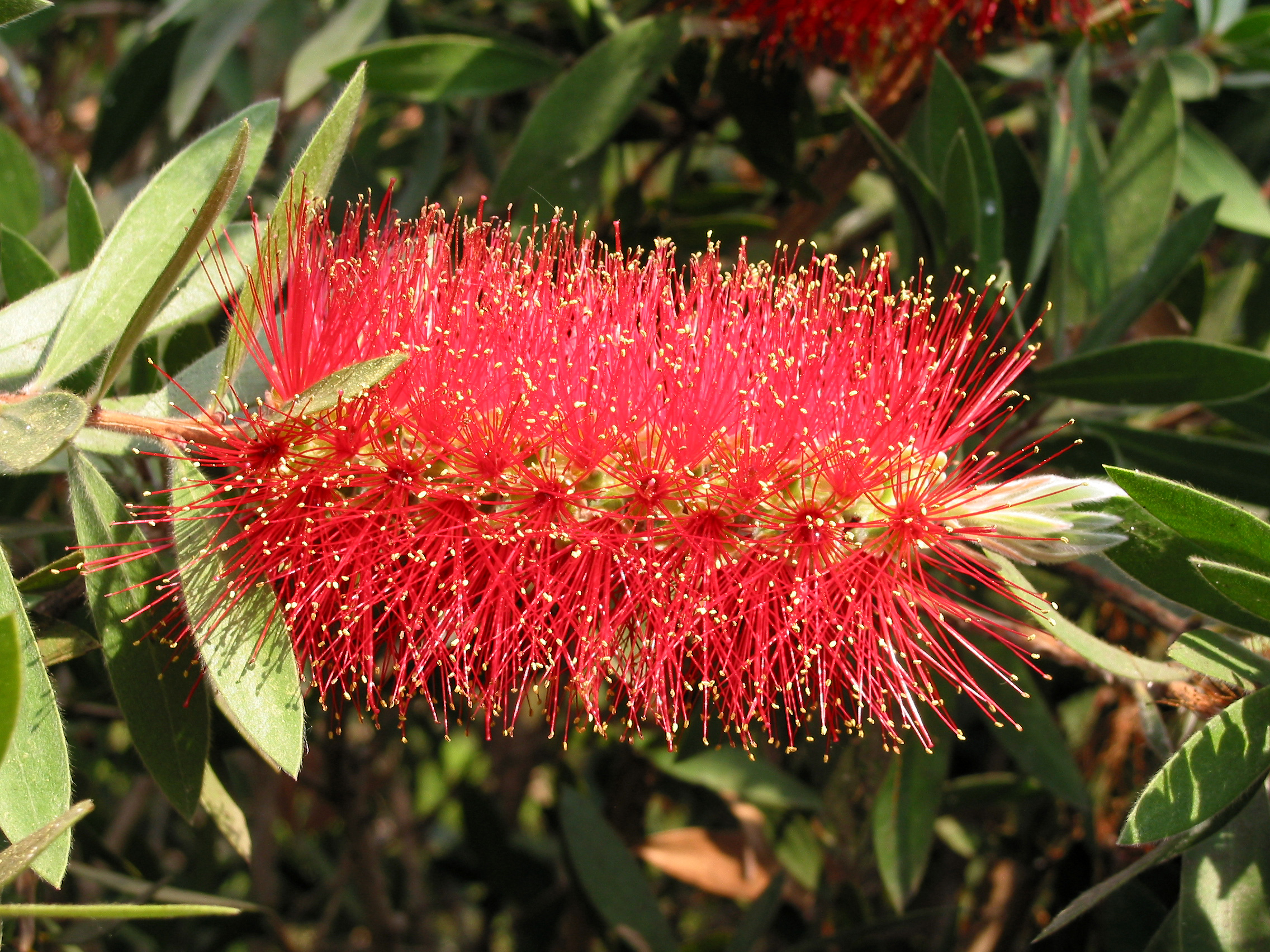
Rince bouteille (Callistemon citrinus)
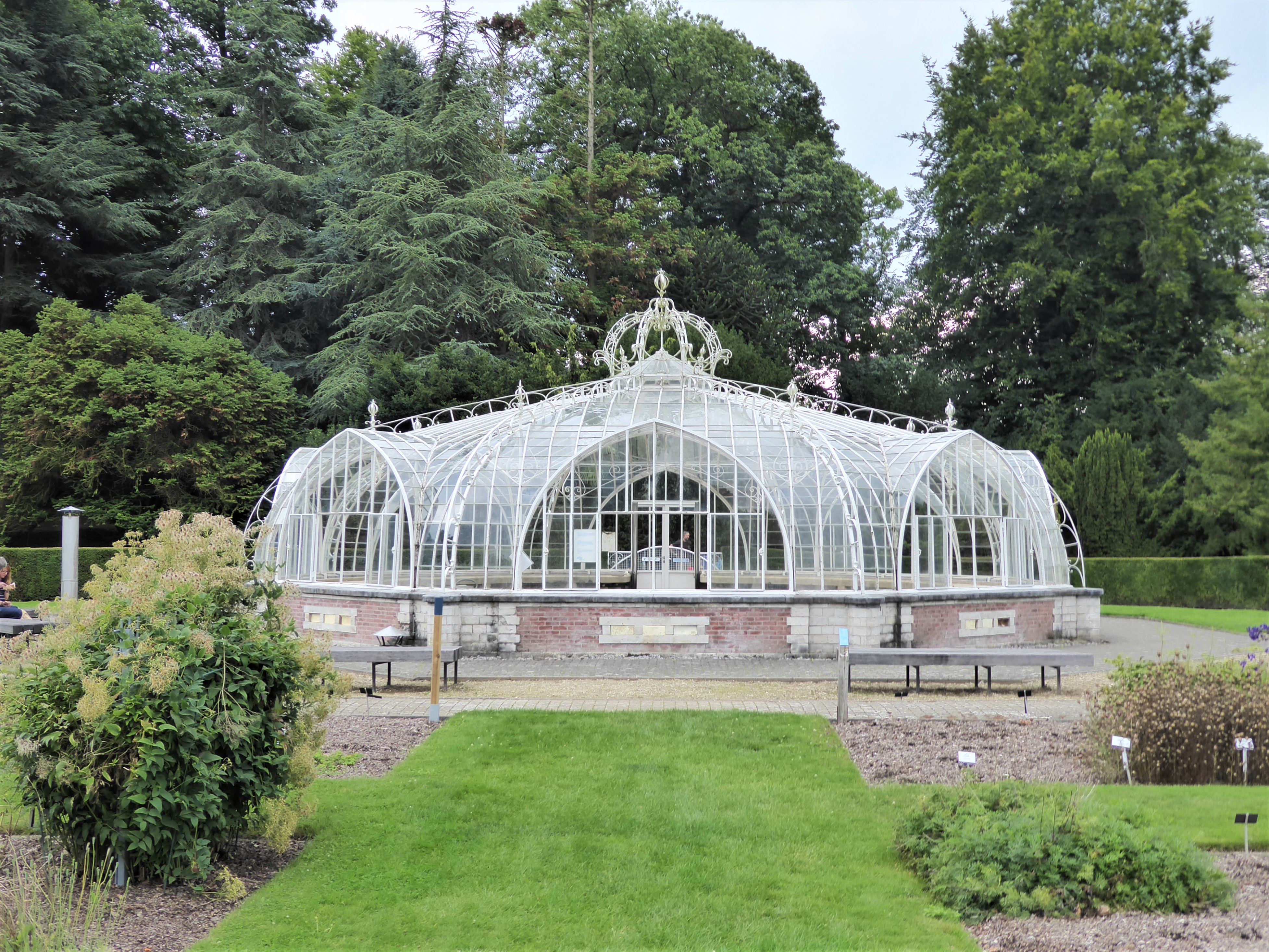
La serre Balat